# Intersexo

Bandeira intersexo, criada em 2013, pelo Morgan Carpenter, da ' (IHRA)

O termo Intersexo descreve pessoas que nascem com características sexuais que não se encaixam nas noções típicas de sexo feminino ou sexo masculino.. Além desse termo, era também utilizado o termo hermafroditismo verdadeiro para descrever pessoas com síndrome ovotesticular, e pseudohermafroditismo para casos onde a genitália externa não era coerente com o cariótipo. Urologistas e médicos de outros especialidades ficaram preocupados quanto ao uso desses termos, pois eles estavam sendo encarados como pejorativos e confusos, então em 2006 houve, em Chicago, um consenso de endocrinologistas e outras especialidades associadas à saúde e desenvolvimento sexual, que anunciara uma nova terminologia, feita para ser mais clara e objetiva e menos estigmatizante, desde então, o termo utilizado medicamente para se referir às pessoas com ambiguidade nas características sexuais é pessoas com  diferenças/desordens/variações do desenvolvimento sexual.
Segundo a Organização das Nações Unidas, entre 0,05% e 1,7% da população mundial é intersexo; a maior estimativa é semelhante ao número de pessoas naturalmente ruivas., mas esse número é contestado, principalmente pelo médico americano Leonard Sax, que definiu pessoas intersexo como pessoas cujo fenótipo não corresponde ao cariótipo ou pessoas com fenótipo ambíguo. Com essa definição, ele chegou a porcentagem de apenas 0,018% das pessoas do mundo sendo intersexo.
Estimativas variam, tendo dados que afirmam que 1 em cada 200 pessoas são intersexo; outras, 1 em 1.500 ou 2.000 nascimentos, existindo ainda números tão altos como 4% da população.
Tal como as pessoas não intersexo, a identidade de género, expressão de género e orientação sexual que uma pessoa intersexo possui varia mediante a pessoa.
Intersexo, em seres humanos, difere do termo hermafrodita, já bastante estigmatizado, por intersexo denotar várias maneiras que o sexo biológico de alguém pode naturalmente não se encaixar nas noções típicas de sexo feminino ou masculino; e não necessariamente uma questão de conseguir produzir dois tipos de gametas, como hermafrodita se refere. Algumas pessoas intersexo, como qualquer outra, poderão ser transgénero. No entanto, os dois conceitos são diferentes.

## Classificação das variações intersexo

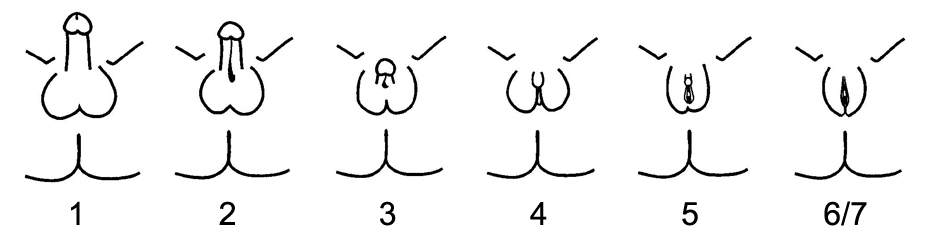
Escala Quigley para síndrome de insensibilidade androgénica

Não existe somente uma maneira de ser intersexo. Algumas pessoas intersexo nascem com genitais atípicos, outras nascem com genitais completamente típicos: umas possuem cromossomas XX e têm naturalmente um pénis e escroto, enquanto outras possuem cromossomas XY e têm naturalmente uma vulva e vagina, entre outras maneiras de ser intersexo. Algumas variações intersexo são visíveis ao nascimento, enquanto outras, não são aparentes até à puberdade. Outras podem inclusive não ser fisicamente aparentes.
Existem diversas variações intersexo, dentre elas:
- Disgenesia gonadal parcial (1 em cada 15.000)
- Disgenesia gonadal total (1 em cada 150.000)
- Distúrbio do desenvolvimento sexual ovotesticular (1 em 20.000)[14]
- Eunucoidismo/Hipogonadismo moderado ou severo (20% das pessoas idosas de sexo masculino atribuído)[15]
- Hiperplasia adrenal congênita (1 em cada 5.000 a 14.000)
- Hipospadia (1 em cada 300 nascimentos)
- Mosaicismo envolvendo os cromossomos sexuais
- Pseudo-hermafroditismo masculino (1 em 20.000)
- Síndrome da insensibilidade androgênica parcial (1 em cada 130.000)
- Síndrome da insensibilidade androgênica total (1 em cada 13.000)
- Síndrome de Klinefelter (1 a cada 850)[16]
- Síndrome de La Chapelle (1 em 20.000)

Algumas variações intersexo são pouco conhecidas ou estudadas e não têm estimativas para elas ocorrerem, ou são variações de outras já existentes, como a síndrome XXYYY ou a síndrome de insensibilidade a estrógenos.

## Heterogeneidade
Heterogeneidade significa diversidade genética e na aparência (fenótipo). No intersexo, significa que algumas características sexuais da pessoa são femininas e outras são masculinas. Essas características sexuais podem ser relativas ao:
- Cariótipo: a pessoa intersexo pode ter genes XX ou XY (com ou sem gene SRY), XXY, XXXY, XXYY ou outra combinação.
- Gônadas: a pessoa intersexo pode ter ovários, testículos ou ovotestis (gônada com características ovarianas e testiculares);
- Morfologia genital externa: vagina, clítoris, pênis, testículos, etc.;
- Características sexuais secundárias: aparência dos pelos, desenvolvimento mamário, altura, musculatura, barba, etc;

Por exemplo: Uma pessoa XY pode naturalmente desenvolver vagina, vulva, mamas, e testículos no lugar típico dos ovários. Uma pessoa com criptorquia bilateral tem pênis, mas seus testículos não produzem testosterona suficiente para desenvolver barba e voz grave.

## Linguagem

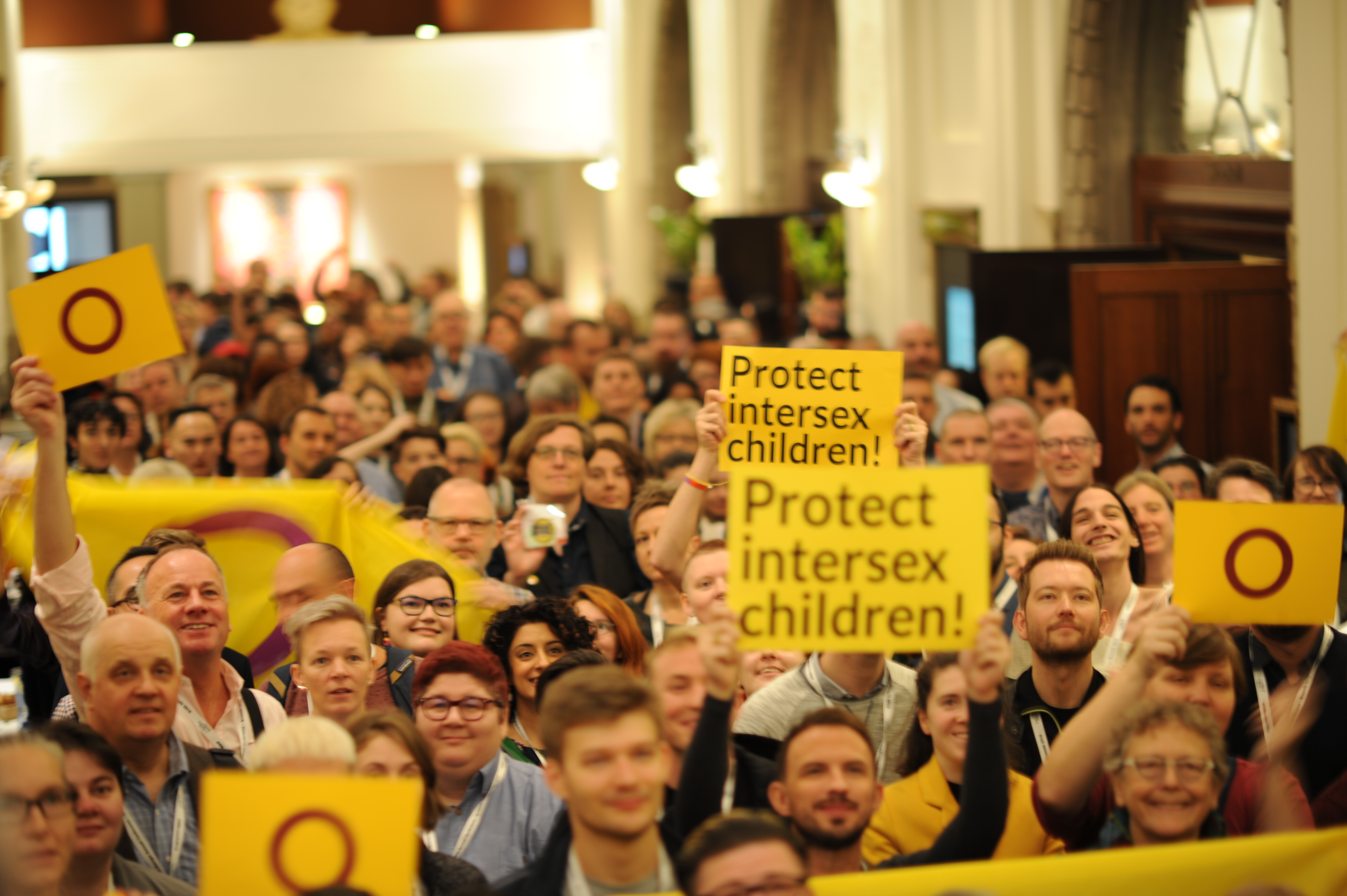
Foto para marcar o Dia da Visibilidade Intersexo, na Conferência ILGA 2018

Pesquisas no final do século XX levaram a um consenso médico crescente de que diversos corpos intersexo são formas normais, mas relativamente mais raras, de biologia humana. O clínico e pesquisador Milton Diamond destaca a importância do cuidado na seleção da linguagem relacionada às pessoas intersexo:

### O termo "intersexo"
Algumas pessoas com traços de intersexo se identificam como intersexo, e outras não. Uma pesquisa sociológica australiana publicada em 2016, descobriu que 60% dos entrevistados usaram o termo "intersexo" para  autodescreverem suas características sexuais, incluindo pessoas que se identificam como intersexo, descrevendo-se como tendo uma "variação intersexo" ou, em números menores, tendo uma "condição intersexo". A maioria de 75% dos entrevistados também se autodescreveu como do "sexo masculino" ou "sexo feminino". As pessoas entrevistadas também costumavam usar rótulos diagnósticos e se referir a seus cromossomas sexuais, com escolhas de palavras dependendo do público. Uma pesquisa do Lurie Children's Hospital, Chicago, e do AIS-DSD Support Group publicada em 2017 descobriu que 80% dos entrevistados do Grupo de Apoio "gostaram fortemente, gostaram ou se sentiram neutros sobre intersexo" como um termo, enquanto os cuidadores deram menos apoio. O hospital relatou que o termo "distúrbios do desenvolvimento sexual" pode afetar negativamente o atendimento.
Algumas organizações intersexo fazem referência a "pessoas intersexo" e "variações ou características intersexo" enquanto outros usam uma linguagem mais medicalizada, como "pessoas com condições intersexo", ou pessoas "com condições intersexo ou DSDs (diferenças de desenvolvimento sexual)" e "crianças nascidas com variações da anatomia sexual". Em maio de 2016, o Interact Advocates for Intersex Youth publicou uma declaração reconhecendo "aumento da compreensão e aceitação geral do termo 'intersexo'".
No entanto, um estudo da American Urological Association descobriu que 53% dos participantes não gostavam do termo "intersexo".
Outro estudo em 2020 descobriu que cerca de 43% dos 179 participantes pensaram que o termo "intersexo" era mau, enquanto 20% se sentiram neutros sobre o termo.

### Hermafrodita
Até meados do século XX o termo "hermafrodita" era usado como sinónimo de "intersexo". As distinções "pseudo-hermafrodita masculino", "pseudo-hermafrodita feminina" e, especialmente, "hermafrodita verdadeiro" são termos não mais usados, que refletem a histologia (aparência microscópica) das gônadas. A terminologia médica mudou não apenas devido a preocupações com a linguagem, mas também por uma mudança para entendimentos baseados na genética. A agenesia gonadal também já foi referida como sexo nulo.
Atualmente na biologia, um hermafrodita é definido como um organismo que tem a capacidade de produzir micro e macro gametas.
A Intersex Society of North America declarou que hermafrodita não deve ser confundido com pessoas intersexo, e que usar hermafrodita para se referir a indivíduos intersexo é considerado estigmatizante e enganoso.

### Distúrbios do desenvolvimento sexual
"Distúrbios do desenvolvimento sexual" (DDS, em inglês:  DSD) é um termo contestado, definida para incluir condições congênitas nas quais o desenvolvimento do sexo cromossómico, gonadal ou anatómico é atípico. Membros da Lawson Wilkins Pediatric Endocrine Society e da European Society for Pediatric Endocrinology adotaram este termo em sua "Declaração de consenso sobre o manejo de distúrbios intersexo". Embora tenha adotado o termo para abrir "muitas mais portas", a já extinta Intersex Society of North America observou que as variações intersexo não são um distúrbio. Outras pessoas intersexo, ativistas, apoiadores e académicos contestaram a adoção da terminologia e seu status implícito como um "distúrbio", vendo isso como ofensivo para indivíduos intersexo que não sentem que há algo errado com eles, reforçando da normatividade das intervenções cirúrgicas precoces e criticar os protocolos de tratamento associados à nova taxonomia.
Uma pesquisa sociológica na Austrália, publicada em 2016, descobriu que 3% dos entrevistados usaram o termo "distúrbios do desenvolvimento sexual" ou "DDS" para definir suas características sexuais, enquanto 21% usam o termo ao acessar serviços médicos. Em contraste, 60% usaram o termo "intersexo" de alguma forma para auto-descrever as suas características sexuais. Uma pesquisa nos Estados Unidos do Lurie Children's Hospital, Chicago, e do AIS-DSD Support Group publicada em 2017, descobriu que a terminologia de "distúrbios do desenvolvimento sexual" pode afetar negativamente o atendimento, ofender e resultar em menor frequência em clínicas médicas.
Alternativas para categorizar as variações intersexo como "distúrbios" têm sido sugeridas, incluindo "variações do desenvolvimento sexual". A Organisation Intersex International (OII) questiona uma abordagem de doença ou deficiência, defende o adiamento de intervenções, a menos que seja clinicamente necessário, quando o consentimento totalmente informado do indivíduo envolvido é possível. A UK Intersex Association também é altamente crítica em relação ao rótulo 'distúrbios' e aponta para o fato de que houve um envolvimento mínimo de representantes intersexo no debate que levou à mudança na terminologia. Em maio de 2016, o Interact Advocates for Intersex Youth também publicou uma declaração opondo-se à linguagem patologizante para descrever pessoas com traços intersexo, reconhecendo "o aumento da compreensão e aceitação geral do termo 'intersexo'".

### LGBT e LGBTI
As variações intersexo diferem da identidade transgénero e a disforia de género. No entanto, algumas pessoas são intersexo e transgénero. Um artigo de revisão clínica de 2012 descobriu que entre 8,5% e 20% das pessoas com variações intersexo experimentaram disforia de género. Em uma análise do uso do diagnóstico genético pré-implantação para eliminar traços intersexo, Behrmann e Ravitsky afirmam: "A escolha parental contra as variações intersexo pode ... ocultar preconceitos contra a atração pelo mesmo sexo e não conformidade de género."
A relação das pessoas e comunidades intersexo com as comunidades LGBT é complexa, mas pessoas intersexo são frequentemente adicionadas à sigla LGBT, resultando na sigla LGBTI. Emi Koyama descreve como a inclusão do intersexo em LGBTI pode falhar em abordar questões de direitos humanos específicas das pessoas intersexo, incluindo a criação de falsas impressões "de que os direitos das pessoas intersexo são protegidos" por leis que protegem as pessoas LGBT, e não reconhecer que muitas pessoas intersexo não são LGBT. A Organização Intersex Internacional da Austrália declara que alguns indivíduos intersexo são homossexuais e alguns são heterossexuais, mas "o ativismo LGBTI tem lutado pelos direitos das pessoas que estão fora das normas binárias esperadas de sexo e género." Julius Kaggwa, do SIPD Uganda, escreveu que, embora a comunidade gay "nos ofereça um lugar de relativa segurança, também ignora nossas necessidades específicas". Mauro Cabral escreveu que as pessoas e organizações transgênero "precisam parar de abordar as questões intersexo como se fossem trans", incluindo o uso de variações e pessoas intersexo como meio de explicar ser transgênero; “podemos colaborar muito com o movimento intersexo, deixando claro o quanto essa abordagem é errada”.

### Endossexo
Endossexo é um antônimo do termo intersexo, cunhado pela primeira vez por Heike Bödeker em 1999. De acordo com as Academias Nacionais de Ciências, Engenharia e Medicina dos Estados Unidos, "alguns defensores e provedores estão usando cada vez mais o termo".

## História

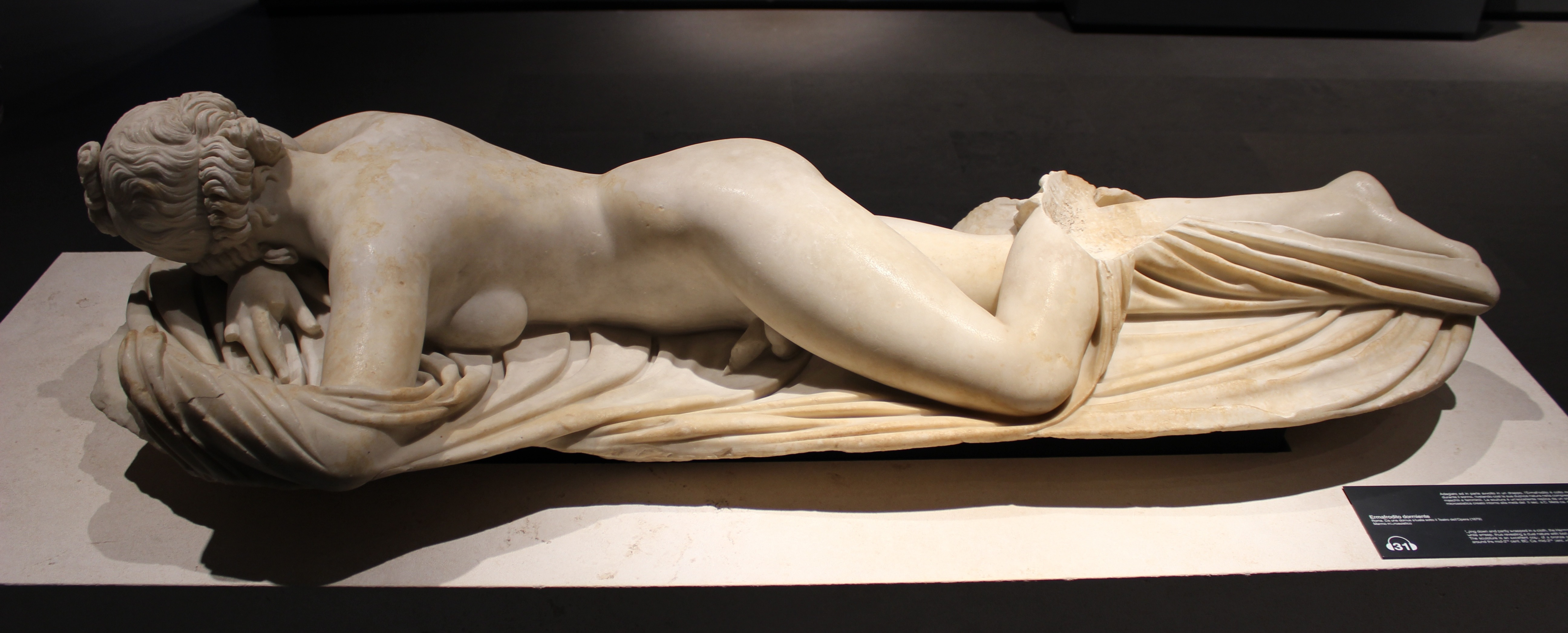
Escultura "Hermafrodita Dormindo", representativa da figura mitológica Hermafrodito, um ser intersexo.

Quer fossem ou não socialmente tolerado ou aceite por qualquer cultura em particular, a existência de pessoas intersexo era conhecida de muitas culturas antigas e pré-modernas. O historiador grego Diodoro Sículo escreveu sobre o mitológico Hermafrodito no primeiro século a.C., que "nasceu com um corpo físico que é uma combinação do de um homem e o de uma mulher", e possuía alegadamente propriedades sobrenaturais.
Nas sociedades europeias, o direito romano, o direito canónico pós-clássico e, mais tarde, o direito comum, referia-se ao sexo de uma pessoa como masculino, feminino ou hermafrodita, com direitos legais como masculino ou feminino, dependendo das características que "pareciam mais dominantes". O Decretum Gratiani do século XII afirma que "Se um hermafrodita pode testemunhar um testamento, depende do sexo que prevalece". O fundamento da lei comum, os Institutos dos Lawes of England do século XVII, descreveram como uma pessoa "hermafrodita" poderia herdar "ou como macho ou fêmea, de acordo com aquele tipo de sexo que prevalece" Os casos legais têm sido descritos no direito canônico e em outros lugares ao longo dos séculos.
Algumas sociedades não europeias têm sistemas de sexo ou género que reconhecem mais do que as duas categorias de homem ou mulher e sexo masculino ou feminino. Algumas dessas culturas, por exemplo as comunidades Hijra do Sul da Ásia, podem incluir pessoas intersexo em uma terceira categoria de género. Embora, segundo Morgan Holmes, os antropólogos ocidentais classificaram essas culturas como "primitivas", Holmes argumentou que as análises dessas culturas têm sido simplistas ou romantizadas e não levam em conta a forma como os sujeitos de todas as categorias são tratados.
Durante a era vitoriana, autores médicos introduziram os termos "hermafrodita verdadeiro" para um indivíduo com tecido ovariano e testicular, "pseudo-hermafrodita masculino" para uma pessoa com testículos, vulva e vagina ou genitais externos atípicos, e "pseudo-hermafrodita feminina" para uma pessoa com ovários, pénis e escroto ou genitais externos atípicos. Algumas mudanças posteriores na terminologia têm refletido avanços na genética, enquanto outras mudanças são sugeridas devido a associações pejorativas.
O termo intersexualidade foi cunhado por Richard Goldschmidt em 1917. A primeira sugestão para substituir o termo 'hermafrodita' por 'intersexo' foi feita por Cawadias na década de 1940.
Desde o surgimento da ciência médica moderna, algumas pessoas intersexo com genitais externos atípicos tiveram estes modificados cirurgicamente para se parecerem com os genitais típicos. Cirurgiões identificariam bebés intersexo como uma "emergência social" quando a variação é percebida ao nascer. Uma "política de género ideal", desenvolvida inicialmente por John Money, afirmou que a intervenção precoce ajudou a evitar a confusão de identidade de género, mas tal carece de evidências, e as intervenções precoces têm consequências adversas para a saúde psicológica e física.
O diálogo entre os que antes eram grupos antagónicos de ativistas e clínicos levou a apenas ligeiras mudanças nas políticas médicas e na forma como pacientes intersexo e as suas famílias são tratadas em alguns locais. Em 2011, Christiane Völling tornou-se a primeira pessoa intersexo conhecida por processar alguém com sucesso por danos num caso trazido por intervenções cirúrgicas não consensuais. Em Abril de 2015, Malta tornou-se o primeiro país a proibir intervenções médicas não consensuais para modificar as características sexuais, incluindo a de pessoas intersexo. Muitas organizações da sociedade civil e instituições de direitos humanos apelam agora ao fim de intervenções desnecessárias não consentidas em indivíduos intersexo de modo a entrar dentro dos padrões de características sexuais, incluindo na declaração de Malta.

## Integridade física
Tem-se tornado prática comum sujeitar as crianças intersexo a intervenções cirúrgicas, medicamente desnecessárias e a outros procedimentos que têm como propósito tentar fazer com que a sua aparência esteja de acordo com a noção típica de sexo masculino ou feminino. Tais procedimentos, frequentemente irreversíveis, podem causar permanentemente infertilidade, dor, incontinência, perda de sensação no ato sexual, sofrimento mental para o resto da vida, incluindo depressão.
Estes procedimentos, são regularmente praticados sem o pleno consentimento, livre e informado, da pessoa em questão. Muitas vezes, esta é demasiado nova para poder tomar uma decisão e estes procedimentos podem violar os seus direitos à integridade física, a viver livre de tortura e outros atos degradantes ou desumanos.
Estas intervenções têm frequentemente como base normas culturais e de gênero e crenças discriminatórias relativas a pessoas intersexo e a sua integração na sociedade. Atitudes discriminatórias não podem nunca justificar violações de direitos humanos, incluindo tratamento forçado e violações ao direito à integridade física.
Tais procedimentos são algumas vezes justificados por argumentos com base em benefícios de saúde, mas estes são frequentemente propostos com base em provas fracas e sem a discussão de soluções alternativas que protejam a integridade física e respeitem a autonomia da pessoa.
Tais crenças e pressões sociais são frequentemente refletidas pela comunidade médica, e também por familiares responsáveis das crianças intersexo, que encorajam ou dão o seu consentimento para que tais procedimentos sejam feitos. Independentemente da falta de indicação médica, necessidade ou urgência, e também apesar do facto de que tais procedimentos possam violar direitos humanos. Muitas vezes o consentimento é dado na ausência de informação sobre as consequências a curto e longo prazo sobre tal cirurgia e também com a falta de contacto com outras pessoas adultas intersexo e as suas famílias.
Muitas pessoas adultas intersexo que foram expostas a cirurgias enquanto crianças realçam a vergonha e estigma associados à tentativa de apagar os seus traços intersexo, tal como o sofrimento físico e mental, incluindo como resultado as cicatrizes extensivas e dolorosas. Muitas também sentem que foram forçadas a assumirem um sexo e gênero que não lhes é adequado.
Dado a natureza irreversível e o impacto na autonomia e integridade física da pessoa, tais procedimentos cirúrgicos, desnecessários, tais procedimentos procuram ser proibidos.

## Modificação das características sexuais
O tipo de procedimentos vai depender da variação intersexo, existem dois modelos possíveis:
- Modelo centrado no sigilo e cirurgia: Fazer a cirurgia e medicar nos primeiros 24 meses de vida;
- Modelo centrado na pessoa intersexo: Esperar a pessoa intersexo crescer, explicar a complexidade das questões envolvidas e permitir que tome a decisão sobre como agir quanto às suas características sexuais (seja, se deseja alterações, o momento que as faz, ou quais faz).

Em caso de clitoromegalia e micropénis, esperar antes de fazer a cirurgia é importante para não correr o risco de prejudicar a funcionalidade do órgão sexual. Outro motivo para esperar antes de fazer a cirurgia é evitar a insatisfação da pessoa intersexo na alteração. É importante que a família e a pessoa intersexo possua acompanhamento psicoterapêutico para lidar com a ansiedade e frustração que pode vir acompanhada a toda a complexidade envolvida em ser intersexo.
Assim o tratamento moderno envolve psicoterapia para a pessoa intersexo e a sua família, cirurgia de redesignação sexual, cirurgia plástica para caso queira modificar as suas características sexuais ou terapia hormonal, caso desejada. Sendo mais fácil a construção de uma vulva e vagina, ela tem sido preferida pelo modelo médico tradicional. Mesmo na abordagem centrada na pessoa intersexo, recomenda-se que a cirurgia seja feita caso haja sério prejuízo funcional e desconforto genital.
Ser intersexo é frequentemente tratado como algo de carácter patológico, que deve ser corrigido com terapia hormonal ou cirurgias para normalizar as características sexuais das pessoas intersexo. Se uma variação intersexo é descoberta no nascimento ou durante a infância, os procedimentos médicos podem ser realizados sem que a criança ou pessoas responsáveis pela criança deem consentimento ou até mesmo estejam cientes, e muitas pessoas intersexo não são informadas sobre a sua variação intersexo, mesmo quando adultas.

## Eugenia
A medicina tradicionalmente considera as variações intersexo como “distúrbios do desenvolvimento sexual” (“DSDs”). Esse enquadramento das variações intersexo promove a ideia de que uma variação intersexo é indesejável.
Muitas variações intersexo são genéticas e, com o tempo, um número crescente de causas genéticas para traços intersexo está sendo descoberto. As justificativas para a eliminação de variações intersexo por meio de tecnologias de triagem genética frequentemente refletem as justificativas para cirurgias genitais e gonadais pós-natais - isto é, estão baseadas na ideia de que é errado crescer com características sexuais atípicas.
Em muitos casos, os traços intersexo são considerados adequados para eliminação do pool genético e podem ser oferecidos a famílias de indivíduos com um traço intersexo identificado. FIV e outras formas de triagem genética podem eliminar as variações dos cromossomas sexuais. Exemplos incluem:
A insensibilidade a andrógenos, deficiência de 5α-redutase 2 (D5α-R2) e deficiência de 17ß-hidroxiesteróide desidrogenase 3 (17β-HSD3) podem ser determinadas por meio de testes específicos que podem ser propostos se familiares tiverem um diagnóstico relevante. Essas características parecem ser consideradas adequadas para eliminação, mas não há fatores substantivos de saúde ou qualidade de vida que justifiquem a eliminação, exceto o risco de intervenções médicas forçadas (para as quais lemos risco de estigmátização) para sustentar esses fundamentos.
As variações dos cromossomas sexuais, como 47XXY (Klinefelter) e 45X0 (Turner's) podem ser estabelecidas por fertilização in vitro e outros testes. Essas características às vezes estão associadas a problemas de saúde cognitiva e física, por exemplo, 47XXY está associado a hipogonadismo e uma série de outros problemas, mas há baixas taxas gerais de diagnóstico para essa variação. Baixas taxas de diagnóstico podem estar associadas à expressão variável do traço. As variações dos cromossomas sexuais também estão associadas a taxas mais altas de aborto espontâneo.
No caso de hiperplasia adrenal congênita, o tratamento pré-natal com dexametasona pode ser oferecido para minimizar a expressão física do traço. Este tratamento é controverso, pois foi diretamente associado a consequências para o comportamento e orientação sexual da criança futura, desenvolvimento cognitivo e fertilidade. Membros da família também podem receber o rastreamento genético. A hiperplasia adrenal congênita pode estar associada à perda de sal, que é potencialmente fatal se não tratada - as cirurgias genitais são incapazes de resolver esse problema.
Um estudo australiano de 2016 relatou um aumento na porcentagem de indivíduos com variações intersexo que recebem um diagnóstico genético de 13% para 35%.
Há uma longa história de pesquisas clínicas sobre as origens pré-natais ou genéticas da orientação sexual e identidade de género, muitas delas baseadas diretamente na pesquisa sobre variações das características sexuais ou na problematização da orientação sexual ou identidade de género em pessoas com variações intersexo. Consequentemente, essas questões têm implicações para outras minorias sexuais e de género.
A discriminação na aplicação de tecnologias de triagem e manipulação genética é uma questão distinta para o acesso às tecnologias reprodutivas, incluindo o aborto. A seleção e eliminação pré-natal com base nas características sexuais estão mais intimamente relacionadas à seleção de sexo com preconceito de género.

## Discriminação contra indivíduos intersexo
As pessoas intersexo são frequentemente sujeitas a discriminação e abuso se for conhecido o facto de serem intersexo. Normalmente, as leis antidiscriminação não proíbem a discriminação contra pessoas intersexo, deixando-as vulneráveis a práticas discriminatórias em vários cenários, desde o acesso à saúde, educação, serviços públicos, emprego e desportos.
Profissionais de saúde muitas vezes carecem da formação e conhecimento necessário para compreender como lidar com as especificidades das pessoas intersexo, prestar cuidados adequados e respeitar a autonomia e os direitos à integridade física e à saúde das pessoas em causa.
Algumas pessoas intersexo também enfrentam obstáculos e discriminação caso queiram ou necessitem alterar o sexo apresentado no certificado de nascimento, ou nalgum documento oficial.
Em especial, atletas intersexo muitas vezes enfrentam obstáculos específicos. Existem vários casos de mulheres cisgénero intersexo que foram desqualificadas de competições com base nas suas características intersexo. No entanto, ser intersexo por si só não garante um melhor desempenho. Ainda assim, outras características físicas que de facto afetam o desempenho, como a altura ou o desenvolvimento muscular não são sujeitas a tal escrutínio e restrições.

## Reconhecimento legal
Céu Ramos Albuquerque conseguiu o direito de retificar seu nome e o sexo na certidão de nascimento no dia 8 de fevereiro de 2024, quase três anos depois dela ter entrado com o pedido na Justiça. Ela foi a primeira pessoa intersexo do Brasil a fazer a alteração com termo no registro civil, segundo a Associação Brasileira Intersexo (Abrai). A decisão que autorizou a mudança foi publicada pela 2ª Vara de Família e Registro Civil da Comarca de Olinda.